# Caenocephus
Caenocephus is een geslacht van halmwespen (familie Cephidae).

## Soorten
- C. lunulatus (Strobl, 1895)